# رود برازوس
 رود برازوس رودی است به خلیج مکزیک می‌ریزد. این رود از کشور ایالات متحده آمریکا می‌گذرد.

## نگارخانه

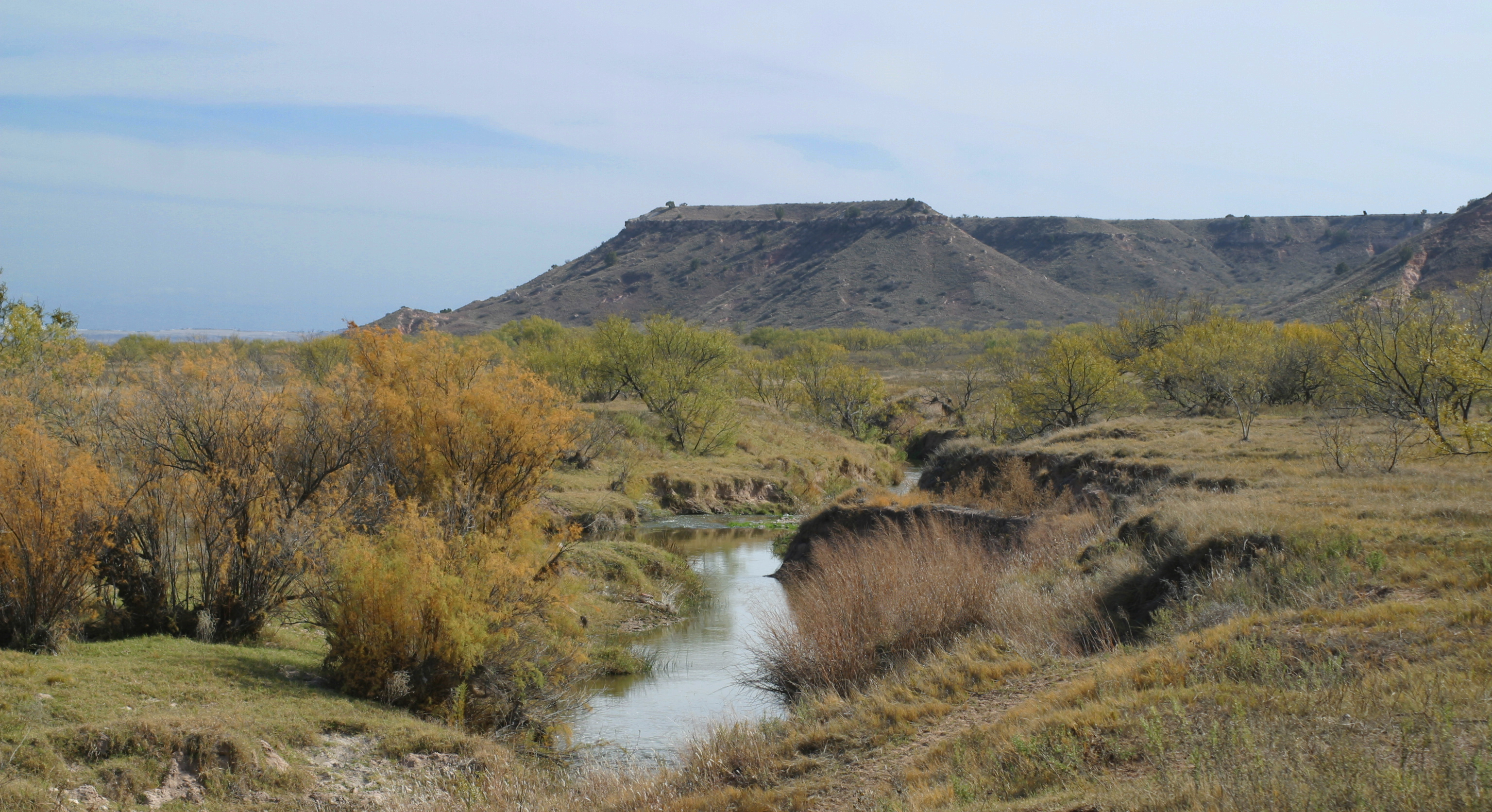
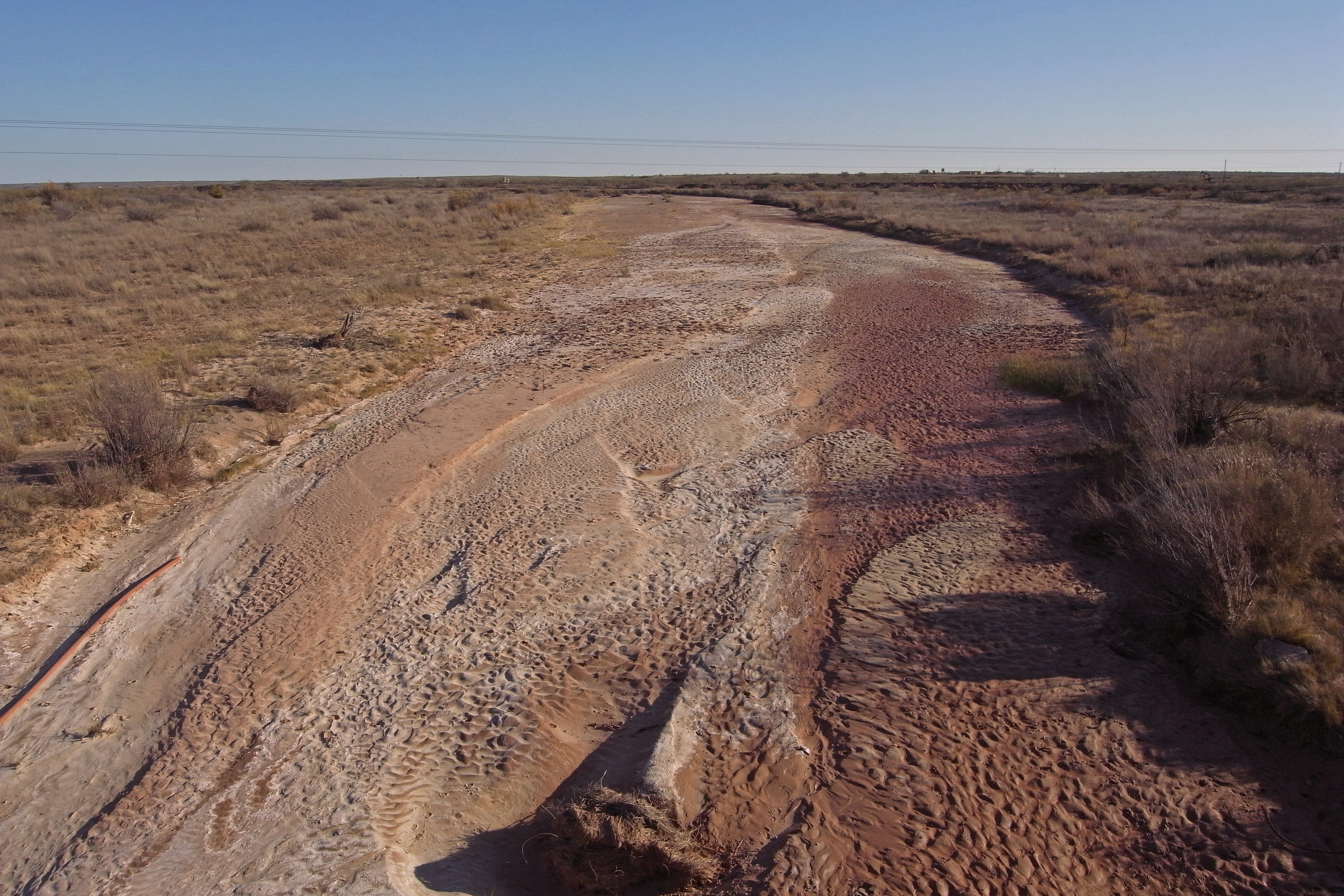
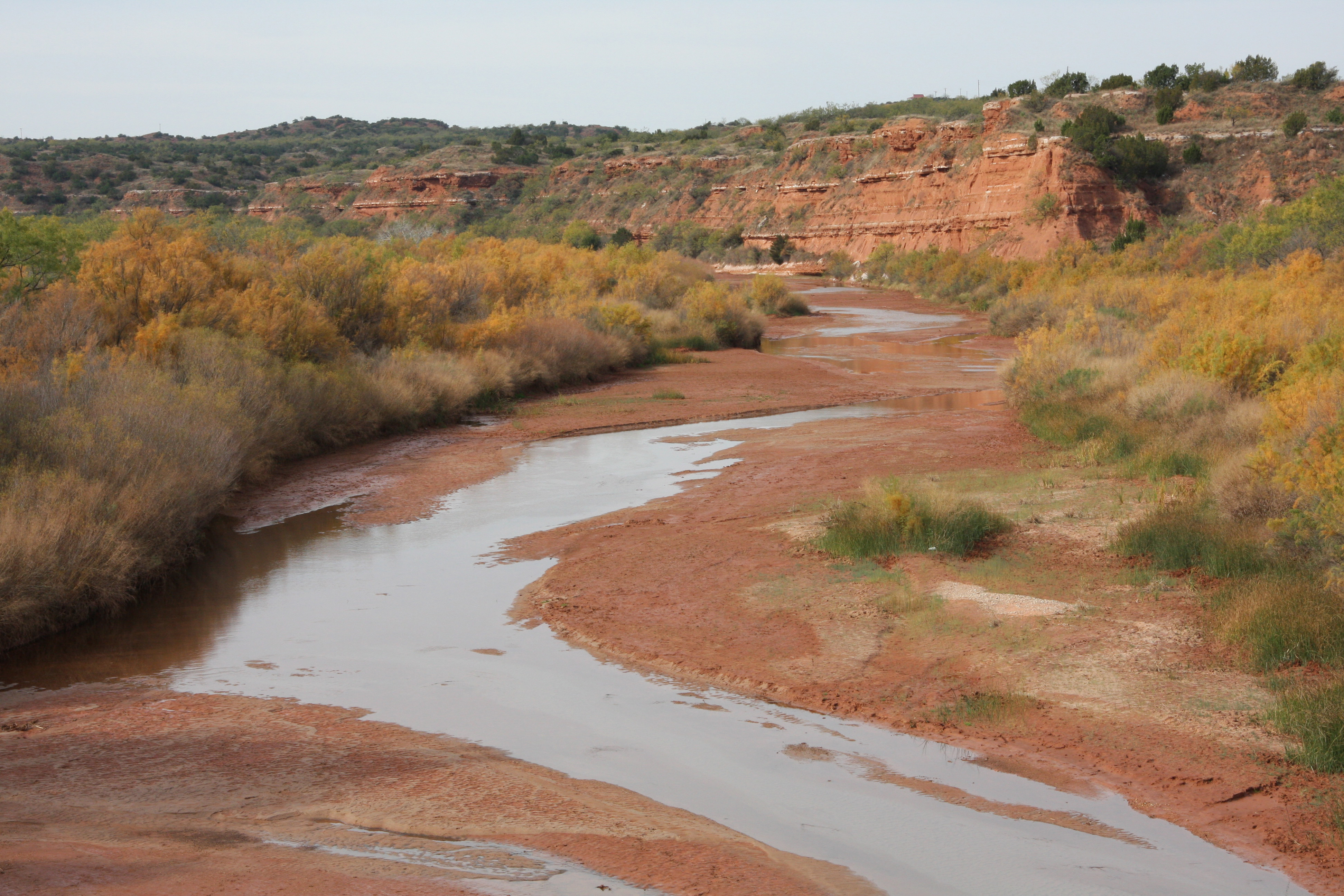
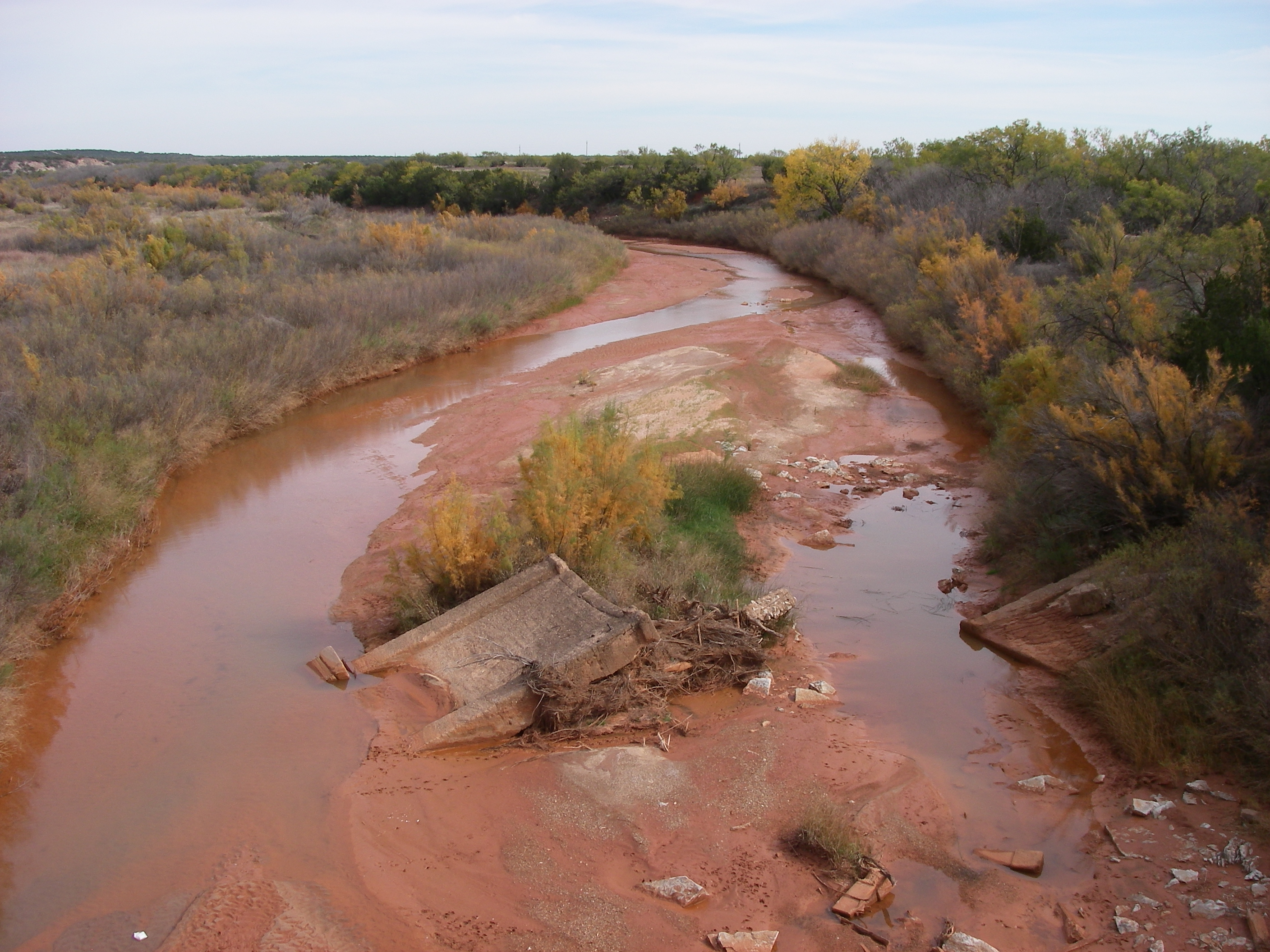
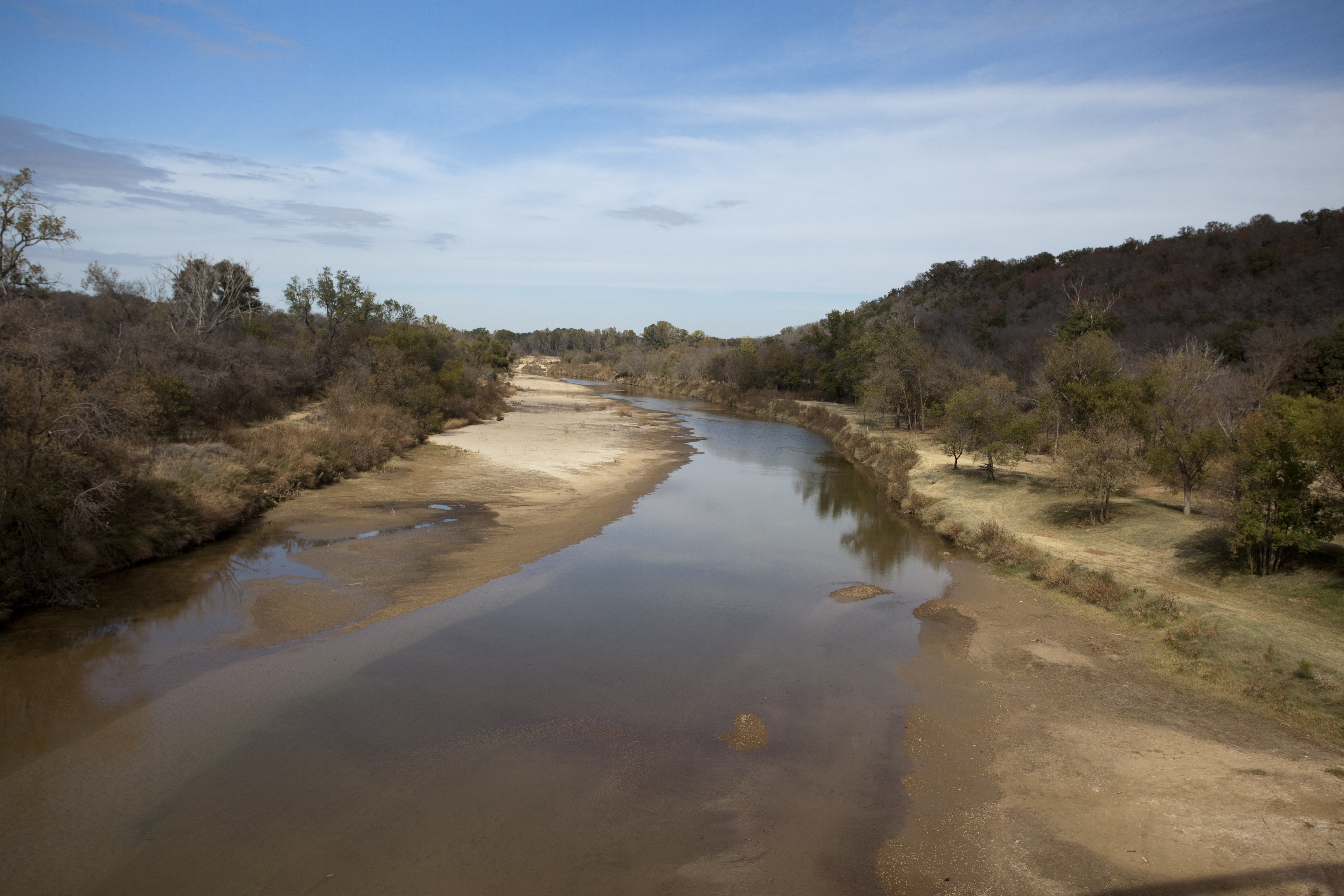
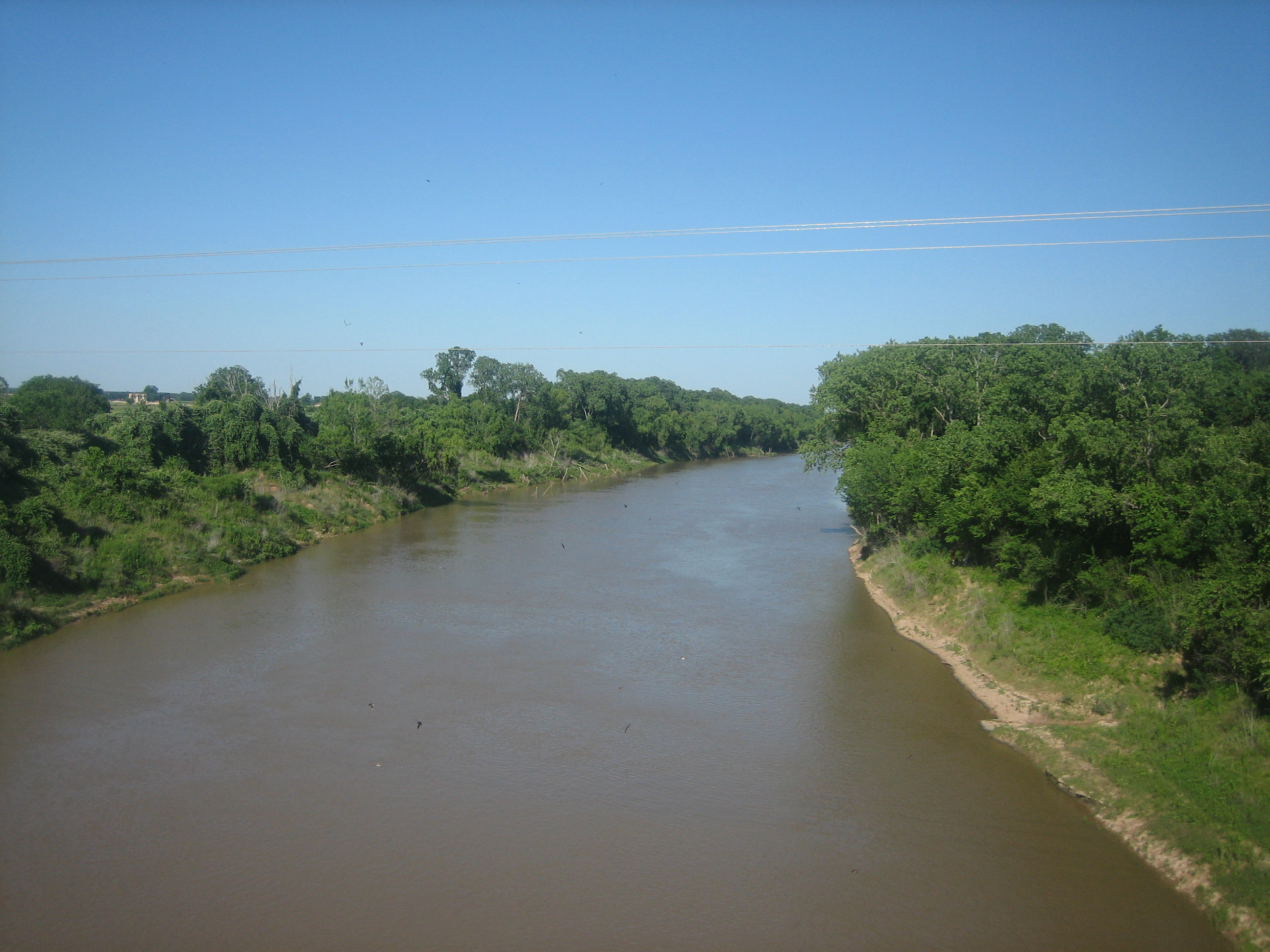